# Calvelo (Ponte de Lima)
Calvelo es una freguesia portuguesa del concelho de Ponte de Lima, con 4,85 km² de superficie y 744 habitantes (2001). Su densidad de población es de 153,4 hab/km².